# Luitpoldingi
Luitpoldingii au fost o dinastie medievală din Germania medievală care a cârmuit Ducatul de Bavaria de la sfârșitul secolului al IX-lea până în anul 985.
Strămoșul familiei Luitpoldingilor a fost margraful Luitpold de Bavaria (d. 907), posibil descendent din familia medievală nobiliară Huosi și probabil a fost în legătură cu Dinastia Carolingiană imperială prin Liutswinda, mama împăratului Arnulf de Carintia. Prin dinastia regală a Ottonienilor, fiii și nepoții lui Luitpold au devenit duci de Bavaria, după cum urmează:
Luitpold, margraf de Carintia și de Pannonia Superioară, conte de Nordgau, căzut în bătălia de la Pressburg
- Arnulf cel Rău, duce al Bavariei de la 907 la 937, a fost nevoit să accepte poziția de vasal al regelui german Henric I Păsărarul în 921;
  - Eberhard, duce de Bavaria de la 937 la 938, depus și exilat de regele Otto I cel Mare;
  - Arnulf al II-lea (n. 913–d. 954), conte palatin bavarez din 938;
    - Berthold de Reisensburg (n. 930–d. 999), conte palatin bavarez;

  - Judith (n. 925–d. 985), căsătorită cu ducele Henric I de Bavaria, fratele mai mic al regelui Otto I cel Mare, duce de Lotharingia de la 939 la 940, duce de Bavaria de la 948 până la moarte în 955;
- Berthold, duce de Bavaria de la depunerea nepăotului său Eberhard din 938 până la moartea sa din 947;
  - Henric al III-lea, duce de Carintia (ca Henric I) de la 976 la 978 și de la 985 la 989, duce de Bavaria de la 983 la 985.

O relație cu familia bavareză de Wittelsbach este posibilă, deși nu este dovedită: contele palatin Arnulf al II-lea a construit în jurul lui 940 un castel la Scheyern, iar conții de Scheyern de mai târziu, conți palatini bavarezi de la 1120, sunt considerați drept strămoși ai familiei Wittelsbach.